# Новый американец
«Новый американец» — еженедельная газета, выпускавшаяся в Нью-Йорке в начале 1980-х годов. Её создателями были эмигранты из СССР: Борис Меттер (директор газеты), бывший советский спортивный журналист Евгений Рубин и его коллега Алексей Орлов. Позже к ним присоединились Сергей Довлатов (главный редактор), Пётр Вайль (ответственный редактор), Александр Генис и другие.
Первый номер еженедельника вышел в свет 8 февраля 1980 года. Для выпуска газеты её создатели взяли кредит в несколько тысяч долларов, который впоследствии не смогли выплатить. Банк возбудил судебное дело, газета вскоре была закрыта. Просуществовав всего два года, газета «Новый Американец» была довольно популярна среди русских жителей Нью-Йорка, её тираж достигал 11 тысяч экземпляров. Она составила серьёзную конкуренцию уже выпускавшейся в Нью-Йорке газете «Новое русское слово», давнего монополиста. Состав редакции был достаточно широк: работали постоянные журналисты, верстальщики, художник, две наборщицы, секретарша. В газете печатались Иосиф Бродский, Василий Аксенов, Владимир Войнович, поэты, жившие в России и за рубежом.
Несмотря на популярность, газета не приносила значительной прибыли её создателям: зачастую они работали, оставаясь без зарплаты. «Новое русское слово» и её главный редактор Андрей Седых шли на множество уловок и клевету, чтобы осложнить положение конкурента.
С конца 1981 года газета 9 недель выходила под названием «Новый свет», так как сотрудники разорвали отношения с её президентом Б. Меттером, у которого были права на торговую марку. В марте 1982 года вышел последний, 107-й номер газеты, который редактировал Довлатов. Газета прекратила существование в 1985 году.
Довлатов художественно описал историю газеты в повести «Невидимая газета» (вторая часть «Ремесла», 1985). 66 своих статей из колонки редактора он опубликовал в сборнике «Марш одиноких» (1983), в 2006 году вместе с ними были изданы ещё 57 довлатовских статей.